# Steven Lewis
Pour les articles homonymes, voir Steve Lewis.
Steven James « Steve » Lewis (né le 20 mai 1986 à Stoke-on-Trent) est un athlète britannique, spécialiste du saut à la perche. Il concourait souvent en France lors de la saison en salle notamment lors des étapes du Perche Élite Tour. Il mesure 1,92 m pour 81 kg.

## Biographie
Steven Lewis bat d'un centimètre son record personnel, avec 5,72 m, le 2 août 2009 à Wattenscheid, mais il avait déjà franchi 5,75 m en salle (Manchester, janvier 2009). À Dessau-Roßlau le 3 mars 2012, Lewis franchit 5,77 m pour terminer deuxième du concours derrière Björn Otto.
Il échoue au pied du podium des Jeux olympiques de Londres en août 2012.
Il met un terme à sa carrière le 12 janvier 2018,.

## Palmarès
| Date | Compétition                       | Lieu             | Résultat | Marque  |
| ---- | --------------------------------- | ---------------- | -------- | ------- |
| 2003 | Championnats du monde cadets      | Sherbrooke       | 3e       | 5,05 m  |
| 2006 | Jeux du Commonwealth              | New Delhi        | 3e       | 5,50 m  |
| 2009 | Championnats d'Europe en salle    | Turin            | 4e       | 5,71 m  |
| 2009 | Championnats du monde             | Berlin           | 7e       | 5,65 m  |
| 2010 | Championnats du monde en salle    | Doha             | 6e       | 5,45 m  |
| 2010 | Jeux du Commonwealth              | New Delhi        | 2e       | 5,60 m  |
| 2011 | Championnats d'Europe par équipes | Stockholm        | 7e       | 5,40 m  |
| 2011 | Championnats du monde             | Daegu            | 9e       | 5,65 m  |
| 2012 | Championnats du monde en salle    | Istanbul         | 5e       | 5,70 m  |
| 2012 | Jeux olympiques                   | Londres          | 4e       | 5,75 m  |
| 2012 | Ligue de diamant                  | Ligue de diamant | 5e       | détails |
| 2013 | Championnats d'Europe en salle    | Göteborg         | 6e       | 5,71 m  |
| 2014 | Jeux du Commonwealth              | Glasgow          | 1er      | 5,55 m  |
| 2014 | Championnats d'Europe             | Zurich           | 11e      | 5,40 m  |

## Records personnels
| Épreuve          | Épreuve      | Performance | Lieu          | Date            |
| ---------------- | ------------ | ----------- | ------------- | --------------- |
| Saut à la perche | En plein air | 5,82 m      | Szczecin      | 21 juillet 2012 |
| Saut à la perche | En salle     | 5,77 m      | Dessau-Roßlau | 2 mars 2012     |